# Gnathophyllum elegans
Gnathophyllum elegans is een garnalensoort uit de familie van de Gnathophyllidae. De wetenschappelijke naam van de soort is voor het eerst geldig gepubliceerd in 1816 door Risso.